# Camponotus haroi
Camponotus haroi  es una especie de hormigas endémicas de la España peninsular .